# 澳門格蘭披治大賽車組織委員會
澳門格蘭披治大賽車組織委員會（簡稱大賽車組委會，葡文縮寫：COGPM）是澳門特別行政區政府社會文化司轄下的部門，主要負責每年一度在東望洋賽道的澳門格蘭披治大賽車協調、籌備等一切工作，其主席由社會文化司司長擔任。
2016年，澳門格蘭披治大賽車委員會納入體育局，並且正式改由體育局籌備。

## 組織法例
- 第68/2016號行政長官批示（2016年3月14日《澳門特別行政區公報》）設立澳門格蘭披治大賽車組織委員會。
- 第38/2021號行政長官批示（2021年3月15日《澳門特別行政區公報》）修改第68/2016號行政長官批示第二款。
- 第22/2023號行政長官批示（2023年2月13日《澳門特別行政區公報》）修改第68/2016號行政長官批示第二款。

## 組成
大賽車組委會由社會文化司司長擔任主席，並由下列成員組成﹕
- 協調員一名；
- 助理協調員兩名；
- 秘書長一名；
- 社會文化司司長辦公室代表一名；
- 旅遊局代表兩名；
- 文化發展基金代表一名；
- 衛生局代表一名；
- 新聞局代表一名；
- 警察總局代表一名；
- 海關代表一名；
- 消防局代表一名；
- 公共建設局代表一名；
- 交通事務局代表一名；
- 市政署代表一名；
- 中國─澳門汽車總會代表一名；
- 對澳門旅遊及體育有卓越貢獻的社會人士六名。

## 行政支援及財政承擔
體育局澳門格蘭披治大賽車及大型體育活動廳向大賽車組委會提供運作所需的技術及後勤支援。
大賽車組委會的運作負擔由體育基金本身預算承擔。

## 外部連結
- 澳門格蘭披治大賽車委員會 （页面存档备份，存于）